# Francesco Serra Casano
Francesco Serra di Cassano (Nápoles, 21 de fevereiro de 1783 - Cápua, 17 de agosto de 1850) foi um cardeal, arcebispo católico e diplomata italiano.

## Biografia
Pertencente à conhecida família da aristocracia napolitana que no final do século XVIII simpatizava com a Revolução Francesa, filho de Luigi Serra di Cassano, 4º Duque de Cassano, e sua esposa Giulia Carafa Cantelmo Stuart, ingressou na ordem de San Benedetto quando jovem. Em 1799, com a queda da República Napolitana por ocasião da decapitação de seu irmão Gennaro, foi para Roma onde terminou seus estudos e foi ordenado sacerdote (1 de março de 1806). Dedicou-se à educação das crianças em Nápoles, em uma capela que fundou na via Egiziaca em Pizzofalcone. perto do palácio da família, e à assistência de meninas pobres.
Após a Restauração, em 1817 foi nomeado delegado de Camerino; na sé de Marche destacou-se pela coragem demonstrada durante uma epidemia de cólera em 1817. Em 16 de março de 1818 foi nomeado bispo titular de Niceia in partibus e núncio apostólico da Baviera; em Munique, ele conseguiu concluir a Concordata com Maximilian Joseph.
Em 3 de julho de 1826, Leão XII o nomeou coadjutor do arcebispo de Cápua Baldassarre Mormile, que foi sucedido após sua morte em 26 de julho de 1826. O Papa Gregório XVI o nomeou cardeal sacerdote com o título dos Santos Apóstolos no consistório de abril 15, 1833.
Como arcebispo de Cápua, fez o possível para restaurar, com seu patrimônio pessoal, o bispado de Caiazzo que havia sido suprimido em aplicação da concordata entre o Reino das Duas Sicílias e a Santa Sé, com a bula De Utiliori de 5 de julho de 1818 e agregado ao de Cápua. O Papa Pio IX restabeleceu a diocese de Caiazzo em 16 de janeiro de 1850, com a bula Si sempre optandum, declarando-a sufragânea da clandestinidade de Cápua. Ele morreu em Cápua em 17 de agosto de 1850 aos 67 anos.

## Link externo
- Sylwetka w słowniku biograficznym kardynałów Salvadora Mirandy {{{2}}}
- Sylwetka na stronie Davida M. Cheneya {{{2}}}
- GCatholic.org {{{2}}}